# Francesco Angeloni
Pour les articles homonymes, voir Angeloni.
Francesco Angeloni, né en 1587 à Terni et mort le 29 novembre 1652 à Rome, est un littérateur et antiquaire italien.

## Biographie
Né à Terni, dans l'Ombrie, il était secrétaire du cardinal Ippolito Aldobrandini, et protonotaire apostolique. Il était aussi membre de l’Académie degl’Insensati de Pérouse et avait formé une si riche collection d'objets d’art de toute espèce, qu’elle mérita le nom de Musée romain. Le marquis Vincenzo Giustiniani, qui faisait alors graver les monuments de sa magnifique galerie, persuada à Angeloni de publier aussi la suite de médailles impériales latines qu'il avait formée, et ce fut ainsi que celui-ci fit paraître son Histoire métallique des empereurs romains, Rome, 1641, in-fol., qu'il dédia à Louis XIII. Angeloni, alors avancé en âge, et distrait par les devoirs de son état, ne put donner à son travail la perfection qu’on avait le droit d’exiger ; il éprouva de violente critiques. Il en préparait une nouvelle édition, augmentée et corrigée, lorsque la mort vint le frapper, le 29 novembre 1652.
Giovanni Pietro Bellori, son neveu maternel, crut devoir à la mémoire de son oncle de se charger de cette édition, qui parut à Rome en 1685, in-fol. : c’est la meilleure. Bellori y a fait beaucoup de corrections et d’additions, qui sont dues en partie à Angeloni lui-même ; il a surtout considérablement augmenté le nombre des planches, en y ajoutant plusieurs revers de médailles qu’Angeloni avait négligés : comme sa collection avait été vendue et dispersée, ces revers sont pris des médailles de la reine Christine de Suède. Cette deuxième édition ayant été dédiée au cardinal Alfieri, on en a retranché le frontispice allégorique, la dédicace à Louis XIII, et les pièces en vers et en prose qui étaient adressées à Monsieur et au cardinal de Richelieu : le portrait d’Angeloni ne s’y trouve pas non plus. Angeloni a aussi écrit l’histoire de sa patrie, Storia di Terni, Rome, 1646, in-4° ; elle est dédiée au cardinal Mazarin ; elle a également eu une seconde édition, qui a paru dans la même ville en 1685, in-4°. Elle est accompagnée du portrait de l’auteur. L’ouvrage est partagé en 5 livres ; le premier traite des antiquités de Terni ; l’auteur y publie et explique un grand nombre d’inscriptions romaines ; le second rapporte chronologiquement tous les événements dont Terni a été le théâtre ; le troisième donne une description de cette ville, et un appendix est consacré à tracer la vie des saints qu’elle a produits. On attribue communément à Angeloni un ouvrage anonyme intitulé : Il Bonino, ovvero Avvertimenti al Tristano intorno gli errori nelle medaglie del primo tomo de suoi Commentari istorici, in-4° ; mais il est prouvé que cette critique, qui a paru en 1649, sans date ni indication, de lieu, est de Bellori. Angeloni a encore écrit des épîtres, et plusieurs comédies, dont deux ont été imprimées :
- Gl’Irragionevoli Amori, Venise, 1611, in-12. C’est un véritable imbroglio : un jeune homme devient amoureux d’une femme qui est élevée sous un nom supposé ; on leur apprend ensuite qu’ils sont nés du même père ; mais un second événement détruit cette erreur, et ils s'épousent. Cette pièce est écrite en prose, et dédiée au cardinal Aldobrandini.
- La Flora, Padoue, 1614, in-12. Angeloni avait aussi composé un opéra intitulé Arcadia, à l’imitation de l’Arcadie de Sannazar ;

des épîtres et des ouvrages d’agrément, savoir :
- Piego di ser Agrestino de’ Calzanti ad Erasto Afrone, per fugir le fraudi delle cattive femine, Venise, 1615 et 1616, in-8° ;
- Lettere di buone feste, scritte da principe a principi, Rome, 1638, in-8°. Ces lettres sont celles qui ont été écrites par Angeloni, selon l’usage italien, au nom du cardinal Aldobrandini, à divers princes, aux époques de Noël, de Pâques, ou d’autres solennités ; elles ont été publiées par Bellori.

Angeloni a aussi laissé manuscrits Cento Scherzi amorosi, cent nouvelles dans le genre de Boccace, et vingt volumes de lettres sur différents sujets.

## Œuvres
- La Historia Augusta Da Giulio Cesare infino a Costantino il Magno. Illustrata Con la verità delle Antiche Medaglie, Andrea Fei, 1641, 1re éd. (lire en ligne)
- La Historia Augusta Da Giulio Cesare infino a Costantino il Magno. Illustrata Con la verità delle Antiche Medaglie, a spese di Felice Cesaretti libraro all'Insegna della Regina, 1685, 2e éd. (lire en ligne)
- Historia di Terni descritta da Francesco Angeloni, et dedicata all'eminentissimo, e reuerendissimo signor cardinale Giulio Mazarini, nella stamperia di Andrea Fei, 1646 (lire en ligne)
- Dell'utilità della numismatica lettera inedita di Francesco Angeloni, Venise, tipi di Gio: Pietro Pinelli, 1811 (lire en ligne)